# Le Chemin des dagues
Le Chemin des dagues (titre original : The Path of Daggers) est le huitième volume de la série La Roue du temps de Robert Jordan.
La version originale américaine a été publiée le 20 octobre 1998 par Tor Books aux États-Unis et par Orbit au Royaume-Uni. Le livre comprend un prologue et 31 chapitres.
Dans la première traduction française, le livre a été séparé en deux tomes :
1. Le Sentier des dagues ;
2. Alliances.

Les deux tomes sont sortis en 2008 aux éditions Rivages dans la collection Fantasy puis repris en poche en 2010 par les éditions Pocket dans la collection Science-fiction.
En 2016, les éditions Bragelonne rééditent le livre en français en un seul tome titré Le Chemin des dagues, avec une nouvelle traduction de Jean-Claude Mallé.

## Résumé
Le monde continue sa route vers Tarmon Gai'don, la Dernière Bataille, où le destin du monde va se jouer dans la confrontation entre le Dragon Réincarné et le Ténébreux. Les sceaux de la prison du Ténébreux s'affaiblissent, et sa puissance augmente.

### Elayne Trakand
Lorsque les seanchaniens envahissent Ebou Dar en Altara, Elayne Trakand, Nynaeve al'Meara et Aviendha fuient vers la ferme de la Famille pour pouvoir utiliser la Coupe des Vents, un puissant ter'angreal qui permet de modifier le climat. Lorsqu'Aviendha crée le portail pour fuir, elle décide inconsciemment de le détisser, une technique interdite par les Aes Sedai à cause de sa dangerosité. Moridin, regardant les filles fuir du côté d'Ebou Dar, voit le portail disparaître sans résidu et est frustré par les découvertes qui n'existaient même pas lors de son propre Âge.
Arrivée à la ferme, Nynaeve est impatiente d'utiliser la Coupe des Vents, mais depuis que Lan l'a sauvée de Moghedien, et qu'elle est enfin réunie avec son mari, elle se met à se comporter comme une enfant irréfléchie, et s'excuse même de son comportement. Avec l'aide des Régentes des Vents, et du cercle de Caire din Gelyn, Elayne, Nynaeve et Aviendha réussissent à utiliser la Coupe des vents et corrigent le climat en arrêtant l'été qui n'en finissait pas ; mais son utilisation a émis énormément de Saidar, ce qui prévient les seanchaniens d'Ebou Dar de leur localisation, qui arrivent en éclaireur avec des Rakens.
Les filles s'enfuient avec un portail vers Caemlyn, où Elayne doit affirmer ses droits sur le Trône du Lion, et Elayne décide de détisser le portail, mais celui-ci explose et tue tout un bataillon seanchanien.

### Perrin
Perrin arrive à Bethal, dans le Ghealdan, pour rencontrer la reine Alliandre Maritha Kigarin. Il envoie Berelain et Annoura les rencontrer, au lieu d'envoyer Seonid Traighan, comme recommandé par les Matriarches qui l'accompagnent. Perrin rencontre alors le groupe de l'ancienne reine d'Andor Morgase, qui se fera passer pour une dame de compagnie nommée Maighdin, et il y reconnaît 2 hommes, Basel Gill et Lamgwin Dorn. Alors que Faile espionne Berelain avec les membres des Cha Faile, Morgase décide de devenir sa servante, en espérant que la toile d'espions de Faile puisse lui venir en aide. La reine Alliendre prend alors allégeance à Rand al'Thor, en s'agenouillant devant Perrin.
Du côté des Shaidos, Sevanna voit son autorité s'éroder petit à petit face à Thevara, où le partage des tâches de Galina Casban est remis en question.
Alors que Perrin cherche à convaincre le faux prophète Masema de le suivre jusqu'à Cairhien, sa femme, Faile Bashere, Alliandre, Morgase sont capturées par les Aiels Shaidos.

### Rand al'Thor
Cadsuane continue de surveiller Rand, grâce à plusieurs Aes Sedai sous ses ordres, tels que Kumira et Daigan, et se sert d'Alanna, qui possède la faculté de localiser Rand, pour le retrouver.
Maintenant que Rand al'Thor tient l'Illian, il gère l'armée que Sammael avait mobilisé pour le combattre dans les alentours de sa nouvelle capitale. Une fois bien installé, il se prépare à l'arrivée des seanchaniens par l'Ouest, et décide d'intervenir avec l'aide de la Tour Noire. Alors qu'il donne des ordres spécifiques à Narishma, il apprend par Mazrim Taim qu'il doit tuer certains de ses Asha'man livrés à la folie, ce qui lui rappelle l'énigme que les Aelfinns lui avait donnée en réponse à sa question concernant la purification du Saidin.
Rand al'Thor enraye l'avancée vers l'est des seanchanien, avec une succession d'attaques et de déplacements par portail. Malheureusement, il utilise le sa'angreal Callandor, qui ravage aussi bien ses troupes que celles de ses adversaires.
À son retour à Cairhien, alors qu'il souhaite parler à Cadsuane, Dashiva, accompagné de Gedwyn et Rochaid, l'attaque. Rand réussit à se protéger, mais les Asha'man rebelles se sont enfuis. Tendu, il tente de tuer Narishma, puis se voit obligé de tuer Fedwinn Morr devenu fou à cause du Saidin.

### Egwene al'Vere
L'armée de Gareth Bryne rencontre une armée au nord, lors de leur avancée vers Tar Valon, composé majoritairement de Murandien et d'Andorien. Cela ne pose aucun problème à Egwene qui sait qu'elle ira directement à sa destination par portail, mais elle va se servir de cette occasion pour contraindre Lelaine et Romanda de se positionner sur le sujet. Elle part ensuite à leur rencontre sans prévenir les 2 sœurs, et rencontre Talmanes, l'ancien bras droit de Mat, qui le recherche.
Alors que la Tour se réunit, et avant que Lelaine ou Romanda puissent se plaindre de ne pas avoir été conviés lors de la réunion avec les nobles de l'armée du nord, elle demande au Hall de la Tour qui souhaite faire la guerre à Elaida. Elle se sert alors de ce vote acté pour rappeler aux sœurs qu'en temps de guerre, la Chayre d'Amyrlin possède les pleins pouvoirs.

### Tar Valon
Elaida est toujours sous le chantage d'Alviarin, et cherche tant bien que mal de trouver un moyen de la destituer. Alviarin demande à la maîtresse des Novices de venir battre Elaida pour lui rappeler qui est la vraie chef, puis fait son rapport à la rejetée Mesaana. Alors que Meesana lui demande d'enquêter sur les réunions secrètes des chefs d'Ajah, regrettant la disparition de Galina, Alviarin comprend que Mesaana n'est pas omnisciente.
Seaine, de son côté, continue son enquête ordonnée par Elaida. Elle décide d'amener Zerah Dacan dans les entrailles de la Tour Blanche, là où les acceptés passent leurs examens, et exige d'elle de lui prêter allégeance, puis de reformuler les 3 Serments des Aes Sedai. On apprend alors que Zerah Dacan n'est pas membre de l'Ajah noir, mais qu'elle fait partie des Aes Sedai rebelle. Elle est donc forcée de donner le nom des 9 autres rebelles infiltrés. Au moment du départ de Zerah, 4 Aes Sedai entrent dans la salle et les surprennent, Saerin, Yukiri, Doesine et Talene. Alors que l'enjeu de cet entretien se dévoile, Talene est dévoilé en tant que membre de l'Ajah noir.
Toiveine, envoyé par Elaida à la Tour Noire, est arrêté par plusieurs Asham'an. Logain fait d'elle sa championne à son insu.

### Ténèbres
Moridin a convoqué tous les rejetés pour leur annoncer qu'il est maintenant le Naeblis, et que tous les rejetés doivent le servir comme si ses paroles venaient du Ténébreux lui-même. Il ramène avec lui une nouvelle rejetée, Cyndane, et annonce la mort de Sammael.

## Particularités du récit
À partir de ce tome, les récits s'enchevêtrent dans le même ordre chronologique jusqu'au onzième tome, Knife of Dreams. Il y a donc une simultanéité et non pas une suite.
Dans ce tome, l'un des personnages principaux, Mat Cauthon, n'apparaît pas.

## Éditions

### Versions originales
- 1998, États-Unis, Tor Books, couverture rigide, 604 pages, publiée le 20 octobre 1998  (ISBN 0-312-85769-1)
- 1998, Royaume-Uni, Orbit, couverture rigide, 608 pages, publiée le 29 octobre 1998  (ISBN 1-85723-554-1)
- 1999, Royaume-Uni, Orbit, couverture souple, publiée le 2 septembre 1999  (ISBN 1-85723-569-X)
- 1999, États-Unis, Tor Books, couverture souple, publiée en décembre 1999  (ISBN 0-8125-5029-3)
- 1999, États-Unis, Sagebrush, couverture rigide (library binding), publiée en décembre 1999,  (ISBN 0-613-22158-3)

### Traductions françaises
- 2008, France, première partie : Le Sentier des dagues
- 2008, France, deuxième partie : Alliances.

En 2009, ils sont parus en édition de poche.